# 豊田市立豊田特別支援学校
豊田市立豊田特別支援学校（とよたしりつ とよたとくべつしえんがっこう）は、愛知県豊田市大清水町原山にある公立特別支援学校。肢体不自由児を教育対象とする。

## 学部
- 小学部
- 中学部
- 高等部

## 校訓
- 「今こそ、よく考える子、助け合う子、頑張る子」

## 校長
- 竹原いずみ

## 沿革
- 1994年（平成6年）4月1日 - 開校
- 2015年（平成27年） - 豊田市立豊田養護学校から豊田市立豊田特別支援学校へ校名変更[1]